# 鮑 (姓)
鮑（ほう）は漢姓の一つ。『百家姓』の62番目の姓である。2020年の中華人民共和国の統計では人数順の上位100姓に入っておらず、台湾の2018年の統計でも165番目に多い姓で、3,255人がいる。

## 著名な人物
- 鮑叔 - 春秋時代の斉の政治家。
- 鮑宣 - 前漢の政治家。
- 鮑信 - 後漢末期の武将。
- 鮑勛 - 三国時代の魏の政治家。鮑信の子。
- 鮑照 - 南朝宋の詩人。
- 鮑超 - 清末の湘軍の指揮官。
- 鮑彤 - 中華人民共和国の元政治家。
- 鮑国安 - 中華人民共和国の俳優。
- ピーター・パウ - 香港の撮影監督。
- 鮑春来 - 中華人民共和国のバドミントン選手。